# Safia eugrapha
Safia eugrapha là một loài bướm đêm trong họ Noctuidae.